# Zece jurnaliști ai anului
„10 jurnaliști ai anului” este o gală de decernare a premiilor organizată anual în Republica Moldova de Clubul de presă Centrul pentru Jurnalism Independent (CJI) și Comitetul pentru Libertatea Presei (CLP). În fiecare an, senatul CJI stabilește procedura de selectare a câștigătorilor. De-a lungul anilor, CJI a testat mai multe modalități de desemnare a celor zece jurnaliști ai anului: sondaje, nominalizări venite din partea redacțiilor, nominalizări ale societății civile sau ale senatului CJI, concursul dosarelor. Regulamentul pentru fiecare an de concurs este făcut public în luna septembrie, iar câștigătorii sunt anunțați în decembrie, la Gala Presei.